# Gaio Aurelio Cotta (console 200 a.C.)
Gaio Aurelio Cotta (latino: Gaius Aurelius Cotta) (fl. III secolo a.C.) è stato un politico e generale romano.

## Biografia
Cotta fu pretore urbano nel 202 a.C. e fu eletto console nel 200 a.C. con Publio Sulpicio Galba Massimo. Come provincia gli fu affidata la Gallia Cisalpina, con il compito di combattere contro i Boi, gli Insubri ed i Cenomani, che, sotto il comando di Amilcare, un generale cartaginese, avevano invaso il territorio romano.
Il comando fu gestito direttamente dal pretore Lucio Furio Purpureone, che alla fine fu onorato con il trionfo. Cotta, rimasto offeso per non aver ricevuto nessun riconoscimento, si occupò solo di saccheggiare e devastare il territorio nemico, così da guadagnare più bottino che gloria.